# Gabriel Paulista
Gabriel Paulista (* 26. November 1990 in São Paulo; bürgerlich Gabriel Armando de Abreu) ist ein brasilianischer Fußballspieler. Der Innenverteidiger steht seit Mitte 2024 bei Beşiktaş Istanbul unter Vertrag.

## Karriere

### Vereine
Gabriel Paulista wechselte 2009 von Taboão da Serra in die Jugend des EC Vitória. Dort rückte er ein Jahr später in die erste Mannschaft auf. Am 15. Mai 2010 debütierte er bei einem 1:1 im Heimspiel gegen Flamengo Rio de Janeiro in der Série A. In den Jahren 2010 und 2013 gewann er mit dem Verein die Campeonato Baiano, die Staatsmeisterschaft von Bahia. Am 25. Mai 2013 erzielte er bei einem 2:2 gegen den SC Internacional das erste Pflichtspieltor seiner Karriere.
Zur Saison 2013/14 wechselte Gabriel Paulista zum FC Villarreal in die spanische Primera División. Am 4. November 2013 kam er bei einem 1:0-Sieg beim FC Elche zu seinem ersten Einsatz. Nach einer erfolgreichen Saison, die die Mannschaft auf dem sechsten Platz beendete, spielte er mit ihr in der Saison 2014/15 in der Europa League. Gabriel Paulista kam in allen Gruppenspielen zum Einsatz und qualifizierte sich mit dem Verein für das Sechzehntelfinale.
Im Januar 2015 wurde Gabriel Paulista vom FC Arsenal verpflichtet. Er unterschrieb einen Vertrag mit einer Laufzeit bis zum 30. Juni 2019. Am 15. Februar 2015 kam er bei einem 2:0-Sieg im FA Cup gegen den FC Middlesbrough zu seinem ersten Pflichtspieleinsatz für die Gunners. Sein erstes Premier-League-Tor erzielte er am 28. Dezember 2015 beim 2:0-Heimsieg gegen den AFC Bournemouth.
Mitte August 2017 kehrte Gabriel Paulista nach Spanien zurück und wechselte zum FC Valencia, bei dem er einen Fünfjahresvertrag unterschrieb.
Im Januar 2024 wechselte er für die restliche Saison zu Atlético Madrid.

### Nationalmannschaft
Gabriel Paulista wurde im März 2015 von Trainer Carlos Dunga erstmals für die brasilianische Nationalmannschaft nominiert, kam bei den anschließenden Freundschaftsspielen gegen Frankreich und Chile jedoch nicht zum Einsatz. Im September desselben Jahres wurde er erneut für zwei Freundschaftsspiele sowie später im November 2015 für zwei Partien in der WM-Qualifikation in den Nationalmannschaftskader berufen, blieb dort jedoch ebenfalls ohne Einsatz.

## Erfolge
EC Vitória
- Campeonato Baiano: 2010, 2013

FC Arsenal
- FA-Cup: 2015
- FA Community Shield: 2015

Beşiktaş JK
- Süper Kupa: 2024